# Brokaw, Wisconsin
Brokaw là một làng thuộc quận Marathon, tiểu bang Wisconsin, Hoa Kỳ. Năm 2006, dân số của làng này là 107 người.